# Клеменс фон Пирке
Клеменс Петер Фрајхер фон Пирке (Беч, 12. мај 1874 — Беч, 28. фебруар 1929) био је аустријски научник и педијатар најпознатији по својим доприносима у областима бактериологије и имунологије.

## Каријера
Рођен у Бечу, студирао је теологију на Универзитету у Инзбруку и филозофију на Универзитету у Левену пре него што се уписао на Универзитет у Грацу где је постао доктор медицине 1900. Почео је да ради на Дечјој клиници у Бечу.
Године 1906. приметио је да пацијенти који су претходно примили инјекције коњског серума или вакцине против малих богиња имају брже, озбиљније реакције на другу инјекцију. Он је сковао реч алергија (од грчког аллос што значи „друго” и ергон што значи „рад”) да би описао ову реакцију преосетљивости.
Убрзо након тога, посматрање великих богиња навело је Пиркеа да схвати да туберкулин, који је Роберт Кох изоловао од бактерија које изазивају туберкулозу 1890. године, може довести до сличне реакције. Чарлс Мантоук је проширио Пиркеове идеје и створио Мантоуков тест, у којем се туберкулин убризгава у кожу. Мантоуков тест је постао дијагностички тест за туберкулозу 1907.
Године 1909. Пирке је одбио предлоге да преузме позицију на Пастеровом институту у Паризу и да постане професор на Универзитету Џонс Хопкинс. Године 1910. заузео је академске положаје у Бреславу (данас Вроцлав), а затим у Бечу.

## Самоубиство
Дана 28. фебруара 1929 . Клеменс фон Пирке и његова жена извршили су самоубиство тровањем калијум - цијанидом.